# 和製漢語
和製漢語（わせいかんご）とは、日本で日本人によってつくられた漢語。漢訳語彙の一種。中国語（古典中国語および白話）の造語法に基づきつつも、ときには日本語特有の要素（和臭）を交えてつくられた造語。古くから例があるが、特に幕末明治以降、西ヨーロッパ由来の概念を表すために翻訳借用語としてつくられた。
「和製漢語」の意味する範囲は論者によって様々であり、統一見解はない。
「共和」のように、古典中国語に用例があっても、日本人が新たに近代的概念・意味を加えて使用するようになった場合も和製漢語に含めることがある。たとえ純漢語であっても日本で何らかの意味変化をしているため、意味の拡張だけで和製漢語に認定することには慎重な立場もある。

## 幕末以前
日本語では古来、中国から大量の漢語、すなわち中国語の単語を借用してきた。中国語の造語法（語彙・語法・文法）に習熟するにしたがい、独自の和製漢語を造るようになった。その造語法をみると、まず漢字で表記した大和言葉を音読したものがある。例えば、「火のこと」を「火事」、「おほね」を「大根」、「腹を立てる」を「立腹」とする類である。また、中国語にない日本特有の概念や制度、物を表すために漢語の造語法を用いたものがある。「介錯」「芸者」などがその例である。

## 幕末以後
19世紀後半には、西洋の文物や概念を漢語によって翻訳した和製漢語が多く作られた。これらを「新漢語」と呼ぶことがある。ただし、新漢語の割合は漢語全体から見れば必ずしも多いわけではない。第二次世界大戦後の調査によれば、新聞、雑誌の二字漢語の上位1000語のうち、902語は幕末までに存在したものである。
新漢語は2種に分けられる。1つは「科学」「哲学」「郵便」「野球」など新しく漢字を組み合わせて作った、文字通り新しい語である。もう1つは「自由」「観念」「福祉」「革命」など、古くからある漢語に新しい意味を与えて転用・再生した語である。後者を狭義の和製漢語には含まないこともある。近代以降は「-性」「 -制」「-的」「-法」「-力」や「超 - 」などの接辞による造語も盛んになり、今日でもなお新しい語を産んでいる。
和製漢語は特に近代以降、中国に逆輸出されたものも少なくない。中国が近代化を遂げる過程で、特に日清・日露戦争前後に、中国人留学生によって日本語の書物が多く翻訳されたことが大きいともされる。中国語になった和製漢語の例として「意識」「右翼」「運動」「階級」「共産主義」「共和」「左翼」「失恋」「進化」「接吻」「唯物論」など種々の語がある。中国でも西洋語の翻訳が試みられ、華製新漢語と呼ばれる。華製新漢語は、しばしば和製漢語と競合するようになることもあった。
また、同じく漢字文化圏である朝鮮半島、ベトナムなどでもこうした和製漢語を自国語漢字音で取り入れている。これには日本では和製漢語とは見なされない漢字書きの訓読み和語（割引など）も含まれている。
幕末以降の和製漢語の例
文化、文明、民族、思想、法律、経済、資本、階級、警察、分配、宗教、哲学、理性、感性、意識、主観、客観、科学、物理、分子、原子、質量、固体、時間、空間、理論、文学、電話、美術、喜劇、悲劇、社会主義、共産主義など。
このように、東北アジア各国で使われる漢字でできた近代的な概念語の大半が日本製となっていると高島俊男は主張している。
一方で、1860年代半ばに清で翻訳された国際法解説書『万国公法』が幕末の日本にもたらされた際に、国際法・政治・法学関連の概念を表す中国製新漢語も多数日本語にもたらされた。
「万国公法」により日本にもたらされた華製新漢語
国債、特権、平時、戦時、民主、野蛮、越権、慣行、共用、私権、実権、主権、上告、例外など。
このように日本語から中国語に取り入れられた新漢語の中には、各種英華辞典や漢訳洋書を参照して日本で広まったが中国では一旦忘れられ、もう一度中国に逆輸入されたものが多数含まれている。

## 和製漢語に関する見解
中国文学者の高島俊男は、『漢字と日本人』の中で、幕末までの和製漢語と、幕末以後の和製漢語を比べ、その違いについて見解を述べている。その要点は以下の通りである。
- 江戸時代以前に成立した「三味線」などは耳で聞いて意味が明確である。一方で、明治以降に造語された「真理」などは「心理」「審理」「心裡」と紛らわしい。
- 明治以降に造語された和製漢語は中国人が見ても文字から意味が推測できるのに対して、江戸時代以前の和製漢語はそれが非常に困難である（「世話」は「世の中の話」という意味ではなく、「無茶」は「お茶が無い」という意味ではない）。

なお、後者については当て字の項も参照されたい。
近年、カタカナ語が急速に増えたため、それに対して文字や言葉から意味が連想しにくいといった「わかりにくい」という声が高まった。そのため、国立国語研究所はわかりにくい片仮名外来語をわかりやすくするため、和製漢語などによる言い換え提案をおこなっている。一方、国語学者の山口仲美のように、言い換え案のほとんどは漢語であり、ただでさえ多い漢語をふたたび増やし、同音異義語の問題を大きくしてしまうと指摘し、和製漢語は中国文化が浸透していた時代に合っていた方法なのであって、現在の日本はアメリカ文化が浸透しているのだから、片仮名の外来語のままにしておいて意味の定着を待つべきではないか、と主張している者もいる。

## 中国での賛否
これら和製漢語の語彙は明治維新以後、中国人留学生らによって中国へ逆輸出された。「社会主義」「共産党」「幹部」などの常用語を筆頭に800語を超えるという。日本人が作った漢語がこのようにして中国語に大量移入した事実について、中国人のなかには、そのまま受け容れる者もいれば、強烈な抵抗を訴える者もあった。
著名な受容派としては、梁啓超、孫文、魯迅、毛沢東が知られている。現在の中国語に多くの和製漢語が使われるようになり、その端緒を開いたのは梁啓超であったといわれる。魯迅は自著で「万年筆」など和製漢語を多用したほか、日本語の「紹介」「写真」も頻繁に用いた。毛沢東は「整風運動」といった共産党の作風を改善する運動を喚起した際、文書の表現を豊かにするためには外国語から学ぶことが重要であると呼び掛けた。演説中で言及した学ぶ外国語の例は、「幹部」という和製漢語であった。
翻訳家の厳復は、和製漢語の一部を受け入れて良いが、主に中国の古典の書物から新語に相応する訳語を見つけるべきと提唱した。たとえば「経済学」を「計学」、「物理学」を「格致学」、「社会学」を「群学」、「形而上学」を「玄学」と主張した。また、当時、日本に留学していた留学生の彭文祖は強烈な反対派であった。彭は1915年『めくらがめくら馬に乗る新語論』（中国語名：盲人瞎馬新名詞）という書籍のなかで、支那、取締、取消、引渡、手続、目的、宗旨、権利、義務、代価、法人、当事者、第三者、強制執行、親属、継承、文憑、盲従、同化、場合、衛生など59個の新語を「きてれつな」と定義した。中国人がこのような新語を援用することは「恥知らずな行為だ」、日本からの新語の導入は「亡国滅族」だと罵った。

## 和製漢語を作った人物の例
- 杉田玄白 (1733-1817) - 『解体新書』にて
- 宇田川榕菴（1798-1846）- 酸素、水素、窒素、炭素、白金、元素、酸化、還元、溶解、分析、細胞、属、珈琲
- 市川清流（1824-1879）- 博物館
- 西周 (1829-1897) - 哲学などの哲学用語
- 福澤諭吉 (1835-1901)
- 福地桜痴 (1841-1906)
- 中江兆民 (1847-1901) - 美学
- 井上哲次郎 (1856-1944) - 形而上学などの哲学用語
- 森鷗外 (1862-1922)
- 夏目漱石 (1867-1916)
- 中馬庚（1870-1932）- 遊撃手、庭球などのスポーツ用語

## 関連文献
- 荒川清秀『漢語の謎─日本語と中国語のあいだ』筑摩書房〈ちくま新書 1478〉、2020年2月7日。OCLC 1140090144。ISBN 4-480-07285-3、ISBN 978-4-480-07285-6。
- 齋藤毅[注 6]『明治のことば─文明開化と日本語』講談社〈講談社学術文庫 1732〉、2005年11月。OCLC 62397491。ISBN 4-06-159732-9、ISBN 978-4-06-159732-7。

- 坂根慶子[注 7]「中国語の法学用語 (1)」『中央学院大学法学論叢』第20巻第1号・第2号、中央学院大学法学部、2007年、64-45頁、ISSN 0916-4022、NAID 110006239775、NCID AN10038834、2020年5月8日閲覧。
- 沈国威[注 8]「漢字文化圏における近代西洋新概念の受容・交流・共有・異化に関する研究」『高知大学留学生教育』第10巻第19-44号、高知大学 国際・地域連携センター国際連携部門、2016年12月、ISSN 2187-0284、NAID 120006239952、NCID AA1257548X、2020年5月8日閲覧。
- 高野繁男「『哲学字彙』の和製漢語―その語基の生成法・造語法─」（PDF）『神奈川大学人文学研究所報』第37巻第87-108号、神奈川大学、2004年3月、87-108頁、2020年5月8日閲覧。
- 劉正埮・高名凱・麦永乾・史有為 編『漢語外来詞詞典』上海辞書出版社、上海市、1984年12月。
  - 前田均[注 9]「劉正埮他編『漢語外来詞詞典』中の日本来源語彙」『天理大学学報』第37巻第5号（通巻第148号）、天理大学学術研究会、1986年3月5日、177-188頁、ISSN 0387-4311、NAID 120005946360、NCID AN00154657、2020年5月8日閲覧。